# Jason Kibiswa
 (décembre 2023).
Jason Kibiswa est un auteur, scénariste, dessinateur et auteur congolais de la bande dessinée, artiste peintre, né à Bukavu en 28 octobre 1983.

## Biographie
Jason Kibiswa, né à Bukavu à l'est du Zaïre, est un bédéiste du collectif BD Kin Label de Kinshasa. Sa carrière a été influencée par Thembo Kash et les classiques de la BD Franco-belge. Il a participé dans des albums collectifs sur la bande dessinée africaine tels que : Visions d'Afrique sorti en décembre 2020, L'Afrique en partage, Congo 50 une bande dessinée qui célèbre les cinquante années d'indépendance de la République démocratique du Congo, avec 8 autres bédéistes congolais (Bathy Asimba, Cara Bulaya, Jules Baisolé, Didier Kawende, Fati Kabuika, Djemba Djeis, Tetshim) de l'association BD Kin Label. Il participe dans cet album de bande dessinée avec le récit Bâtir l'avenir. Il a paru également dans l'album Là-bas ... Na poto (traduit en Europe) aux côtés de Fifi Mukuna, Pat Masioni, Charly Tchimpaka, Didier Kawende et autres.

## Œuvres

### Albums BD
- L'Afrique en partage, œuvre collective parue le 3 novembre 2014;
- Visions d'Afrique,
- La-bas ... Na poto;
- Bâtir l'avenir, un récit dans un album collectif Congo 50[2].